# Leonel Fernández
Leonel Antonio Fernández Reyna (født 26. december 1953) er en politiker fra den Dominikanske Republik. Han blev født i den dominikanske hovedstad Santo Domingo, men tilbragte barndommen og de grundlæggende år af livet i New York i USA.
Fernández er tidligere præsident i den Dominikanske Republik. Senest fra 16. August 2004 til 16. August 2012. Han var også landets præsident i en fireårsperiode mellem 1996 og 2000.